# Europäische Schule Brüssel IV
Die Europäische Schule IV ist die vierzehnte und jüngste Europäische Schule, und die vierte in Brüssel. Sie befindet sich im Nordwesten der Stadt im Stadtteil Laeken nahe dem königlichen Schloss.

## Geschichte
Infolge der großen EU-Erweiterung 2004 um zehn neue Mitgliedstaaten und der damit notwendigen Gründung neuer Sprachsektionen bei drei bereits ausgelasteten Brüsseler Europäischen Schulen wurde am 4. September 2007 die vierte Europäische Schule eröffnet, allerdings zunächst im Ausweichstandort Berkendael in der Brüsseler Gemeinde Forest. Zum Schuljahresbeginn im September 2012 konnte dann die neue Schule in Laeken bezogen werden.
Die offizielle Einweihung fand am 24. Oktober 2012 in Anwesenheit des belgischen Königs Albert II., Königin Paola, sowie des Präsidenten der Europäischen Kommission José Manuel Barroso statt.
Zuvor war die ehemalige Kaserne umgebaut worden und neben mehreren Schulgebäuden und Tiefgaragen auch eine neue das Bild dominierende Kantine gebaut worden. Die Kaserne steht unter Denkmalschutz, so dass die Raumaufteilung und vor allem der große zentrale ehemalige Paradeplatz erhalten werden mussten.
Die ursprüngliche Kaserne wurde vom Architekten J. J. Van Ysendijck zwischen 1899 und 1902 im flämischen Neorenaissance-Stil errichtet.
Bereits 1687 wurde für die Söhne der lokalen Militäreinheiten eine eigene Schule gegründet, eine
Kadettenschule, zunächst in Ostende und Lier. Nach der belgischen Unabhängigkeit gründete der erste König der Belgier, Leopold I., in Lier die Compagnie van de Troepskinderen, die „Truppenkinder-Kompagnie“. Sie zog 1859 für die bis 13-Jährigen nach Aalst um, und für die älteren Kinder nach Namur. Später wurden die Schulen nach Sprache aufgeteilt, und es kamen weitere Standorte hinzu. Aufgrund von Problemen mit der Sprachgesetzgebung und gegenseitigen Anerkennung der Abschlüsse entschied sich das Militär dazu, alles an einer zweisprachigen Kadettenschule im zweisprachigen Brüssel zu zentralisieren, und bezog 1948 die Kaserne in Laeken. Nach einem weiteren Sprachgesetz 1955 wurde in Lier wieder eine flämische Sektion eröffnet, während alle frankophonen Abteilungen und auch eine „afrikanische Division“ in Laken verblieben. Erst ab 1987 wurden in der Kadettenschule auch Mädchen unterrichtet. Im Rahmen von Umstrukturierungen wurde im März 1989 die Schließung der Kadettenschule beschlossen und am 30. Juni 1991 in einer großen Zeremonie auf dem Schulgelände ausgeführt.
Es blieb in den Folgejahren jedoch eine frankophone Vorbereitungsklasse für die Aufnahmeprüfung zur Königlichen Militärakademie (Brüssel) in Laeken bestehen, während die flämische Klasse in Lier angesiedelt wurde, die dann aber 1998 auch nach Laeken zog.
Aufgrund weiterer Sparmaßnahmen und bereits in Hinblick auf die Gründung einer vierten europäischen Schule in Brüssel beschloss der Generalstab dann, den Standort in Laeken aufzugeben und verlegte die beiden Sprachsektionen der Vorbereitungsklasse 2006 nach Saffraanberg in Sint-Truiden.
Seit der Schließung der Kadettenschule 1991 diente ein Teil des Kasernengeländes auch der Polizei.

## Gelände
Das Gelände umfasst 4,73 Hektar. Die Gebäudefläche beträgt etwa 52.000 Quadratmeter. Der Umbau wurde zwischen 2009 und 2012 von der belgischen Gebäudeverwaltung (Régie des bâtiments) nach einem Plan eines Architektenkonsortiums „4à4“ für etwa 88 Millionen Euro ausgeführt.
Der große Innenhof war früher Appellplatz und liegt in Nord-Süd-Ausrichtung. Im Norden schließt sich das Direktoriumsgebäude an, nach Süden das neue Kantinengebäude. An den Längsseiten befinden sich die alten Kasernengebäude in rotem Backstein.

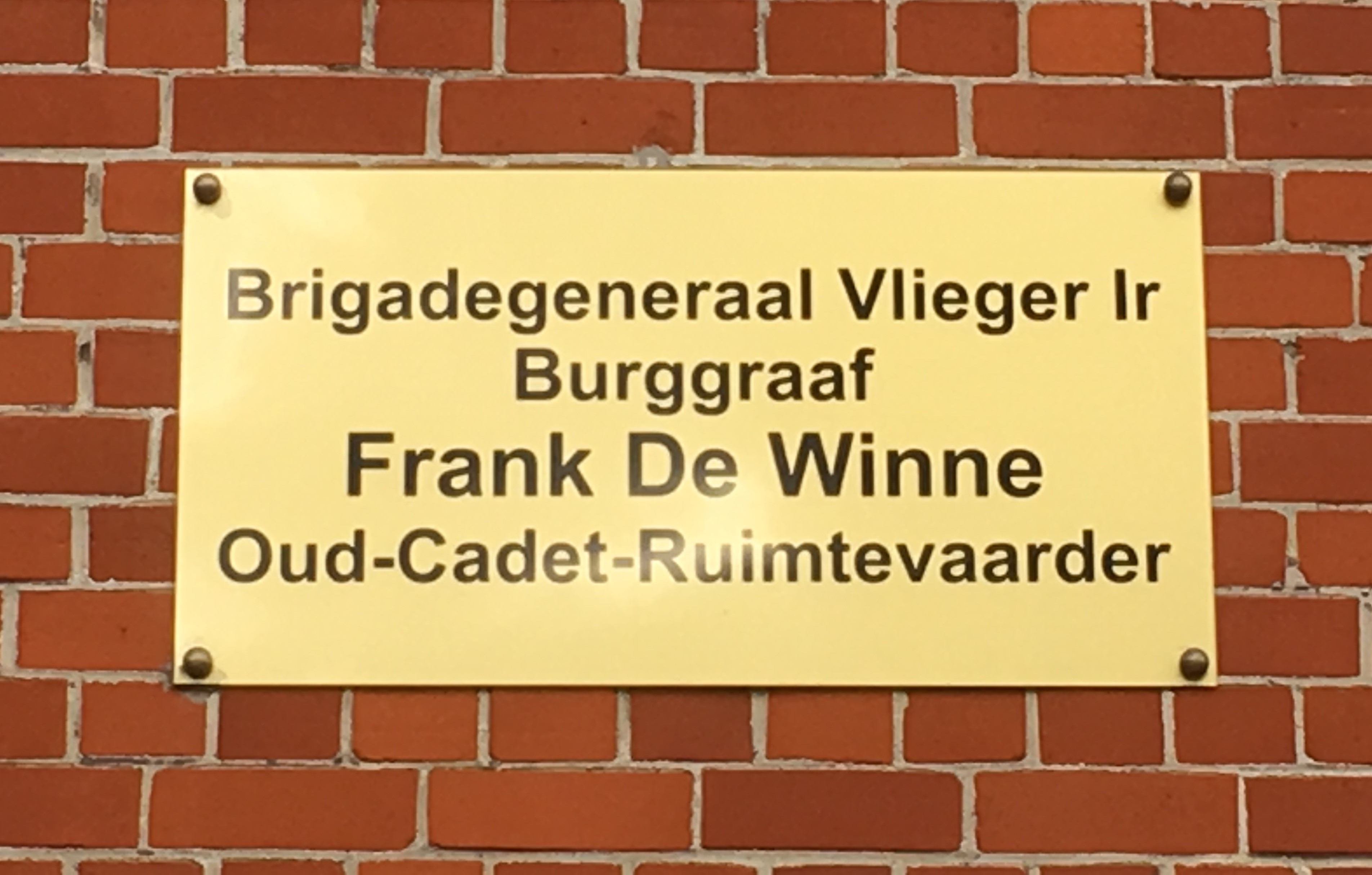
Gedenktafel für den belgischen General und Astronauten Frank De Winne

Das östliche Längsgebäude ist das Hauptgebäude der Primärstufe und ist dem Belgier Frank De Winne gewidmet, der der zweite belgische Astronaut und 2009 erste westeuropäische Kommandant auf der ISS-Expedition 21 war. Er war von 1976 bis 1979 selbst auf der Kadettenschule, allerdings am Standort Lier.

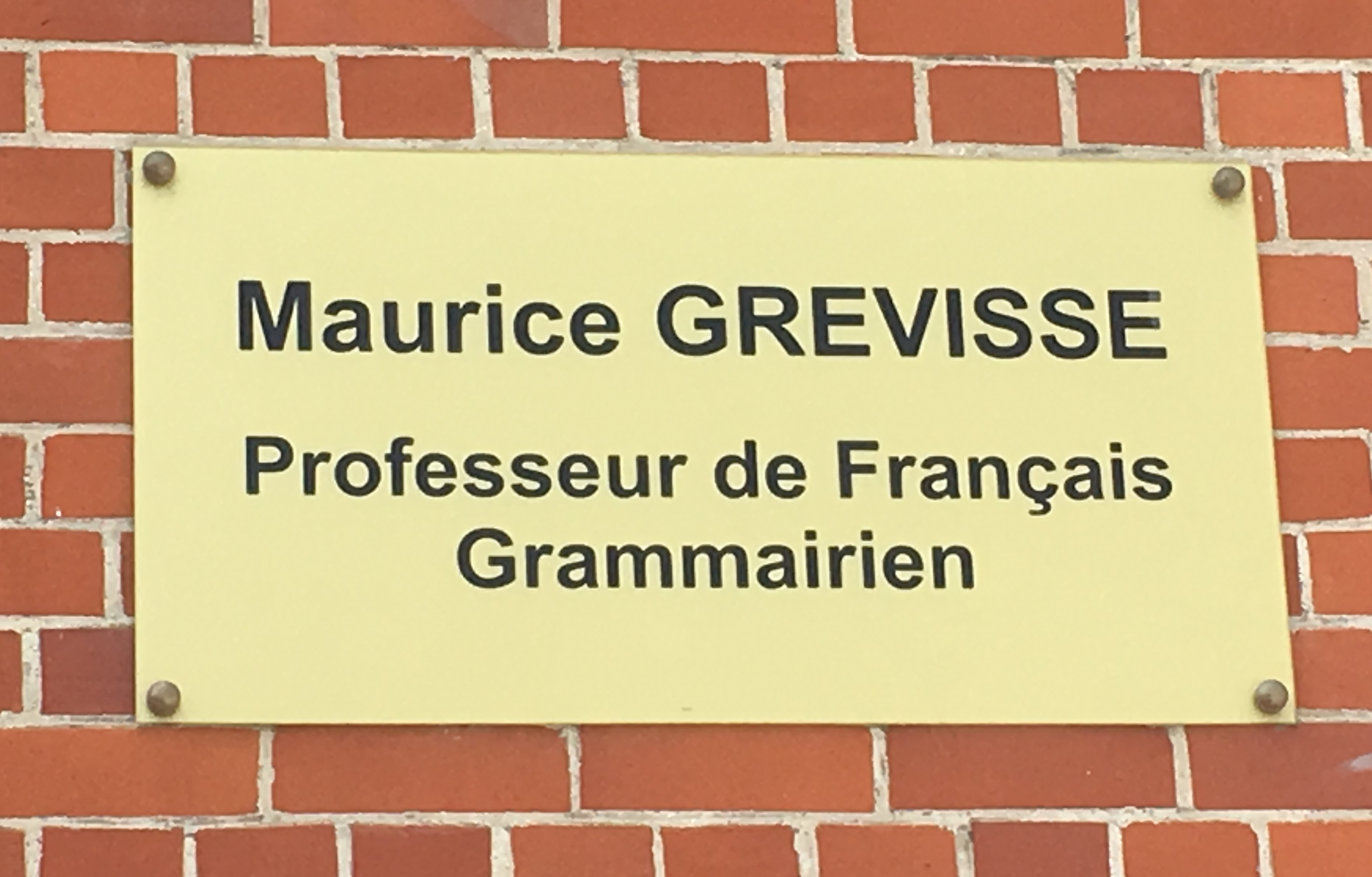
Gedenktafel für den belgischen Grammatiker Maurice Grevisse

Das westliche Längsgebäude ist das Hauptgebäude der Sekundarstufe und ist dem belgischen Grammatiker Maurice Grevisse gewidmet, der Autor des Le Bon Usage war, einer wichtigen aktuellen Grammatik der französischen Sprache, und der in der Kadettenschule erst in Namur, dann in Laeken unterrichtete.

## Unterricht
Die Schule ist für 3.000 Schüler geplant, und im Schuljahr 2022/23 besuchten 139 Kinder die Vorschulsektion („Nursery“), 974 Kinder die Primärstufe („Primary“) und 2040 Schülerinnen und Schüler die Sekundärstufe („Secondary“). Neben der deutschen Sektion, die im Schuljahr 2016/17 erstmals einen Abiturjahrgang hatte, bestehen Sektionen in den Sprachen Französisch, Englisch, Niederländisch, Italienisch, Rumänisch, Bulgarisch und ab dem Schuljahr 2016/17 auch in Estnisch, dies allerdings noch nicht in der Sekundärstufe.
In den Sprachsektionen gibt es jeweils zwei Vorschul-Jahrgänge, fünf Jahrgänge der Primärstufe/Grundschule und sieben Jahrgänge der Sekundarstufe, die mit dem europäischen Abitur abschließt. Nicht alle Sprachsektionen verfügen bereits über alle Jahrgänge.
Die Lehrer sind weitgehend Muttersprachler und nationale Entsandte und werden von den Mitgliedstaaten bezahlt. Die Delegation umfasst maximal neun Jahre. Nur Lücken werden durch lokale Lehrkräfte aufgefüllt.

## Leitung
Gründungsdirektor bis zum Sommer 2017 und damit bis zum ersten Abiturdurchgang war Wulf Schlabe, der von Manuel Barody zum Schuljahr 2017/18 abgelöst wurde. Als Vizedirektoren sind der Este Markko Mattus für die Vorschule/Maternelle und den Primarbereich sowie Isabelle Verwilghen für den Sekundärbereich zuständig.
Die Aufsicht führt der Rat für Bildung, Jugend, Kultur und Sport der Europäischen Union, der der Rat der Europäischen Union der Kultusminister ist. Die praktische Durchführung ist an das Büro des Generalsekretärs der Europäischen Schulen übertragen.

## Elternvereinigung
Wie in den anderen Brüsseler Europäischen Schulen kümmert sich die Elternvereinigung (APEEE4) um die Bewirtschaftung der Kantine, um Nachmittags-Aktivitäten und das Bus-Transportsystem.